# Öfnerspitze
Die Öfnerspitze ist ein 2576 m ü. NHN (nach österreichischer Vermessung: 2575 m ü. A.) hoher Felsberg in den Allgäuer Alpen.

## Namensherkunft
Erstmals erwähnt wurde die Öfnerspitze in Jagdaufzeichnungen aus dem Jahr 1627 als Öffnerspüz. Auch im Atlas Tyrolensis von 1774 ist er verzeichnet, dieses Mal als Oefner Spiz. Da der Berg von der bayerischen Seite her den Krottenspitzen zugerechnet wurde, erfolgte die Namensgebung vermutlich aus dem Lechtal. Als Abstammung kommt das Wort „Ofen“ in Frage, was in Tirol, Kärnten und der Steiermark auch zerklüftete, löchrige Felsen bedeuten kann. Dies würde den Charakter des Berges gut wiedergeben.

## Lage und Umgebung
Die Öfnerspitze liegt innerhalb der Allgäuer Hochalpen sehr zentral. Sie bildet den Kumulationsort der drei großen Ketten des Zentralen Hauptkamms, der Hornbachkette und des nördlichen Hauptkamms. Aus kultureller Sicht zweigt von der Öfnerspitze die rein Tiroler Hornbachkette vom ansonsten durchwegs auf der deutsch/österreichischen Landesgrenze liegenden Hauptkamm ab, aus geologischer Sicht spaltet sich hier der mit Mergelgesteinen durchsetzte nördliche Hauptkamm vom dominanten Hauptdolomitband mit den zehn höchsten Gipfeln der Allgäuer Alpen ab. So verlaufen die drei Hauptgrate von der Öfnerspitze 
- nordwestlich in einen flachen Sattel (2473 m) zur Krottenspitze (2551 m) und danach weiter zum Kreuzeck (2376 m),
- südöstlich über den Marchergang (2439 m[4]) zur Hornbachspitze (2533 m), an die sich als weitere Abzweigung der Große Krottenkopf (2656 m) anschließt und
- im Südwesten zum Muttlerkopf (2366 m), als dem Bindeglied über das Mädelejoch zum Zentralen Hauptkamm.

## Besteigung
Die Erstbesteigung der Öfnerspitze kann nicht nachvollzogen werden, im Rahmen einer Vermessung im Jahr 1854 wurde die Öfnerspitze vermutlich bestiegen. Im selben Jahr stieg Carl Wilhelm von Gümbel auf den Berg.
Auf die Öfnerspitze führt kein angelegter Weg. Der leichteste Anstieg führt übers Öfnerkar zum Südwestgrat. Er erfordert Kletterfertigkeit im I. Grad, Trittsicherheit und Schwindelfreiheit. Eine ebenfalls mögliche, 1894 von J. Richter und L. Rieger erstbegangene Aufstiegsvariante gibt es aus dem Kar Schaferloch im Westen, dabei betragen die Schwierigkeiten teilweise den III. Grad. Die Südflanke (II) wurde 1890 von Chr. Wolff begangen, der Ostgrat (III) 1893 dann von Josef Enzensperger mit Begleitern. Die Route von Gümbel führte aus der March (II) auf den Gipfel.

## Bilder

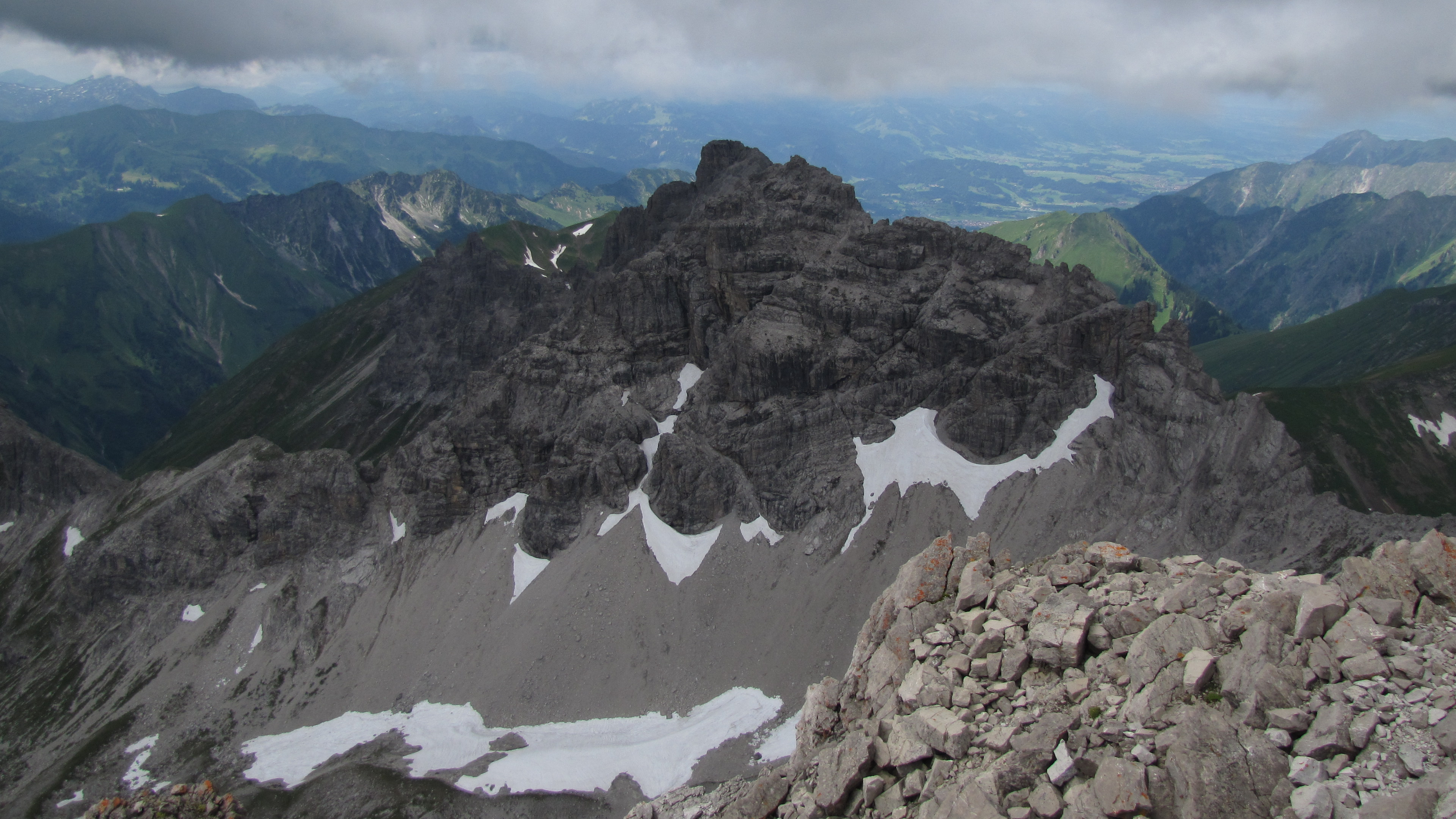
Ostseite
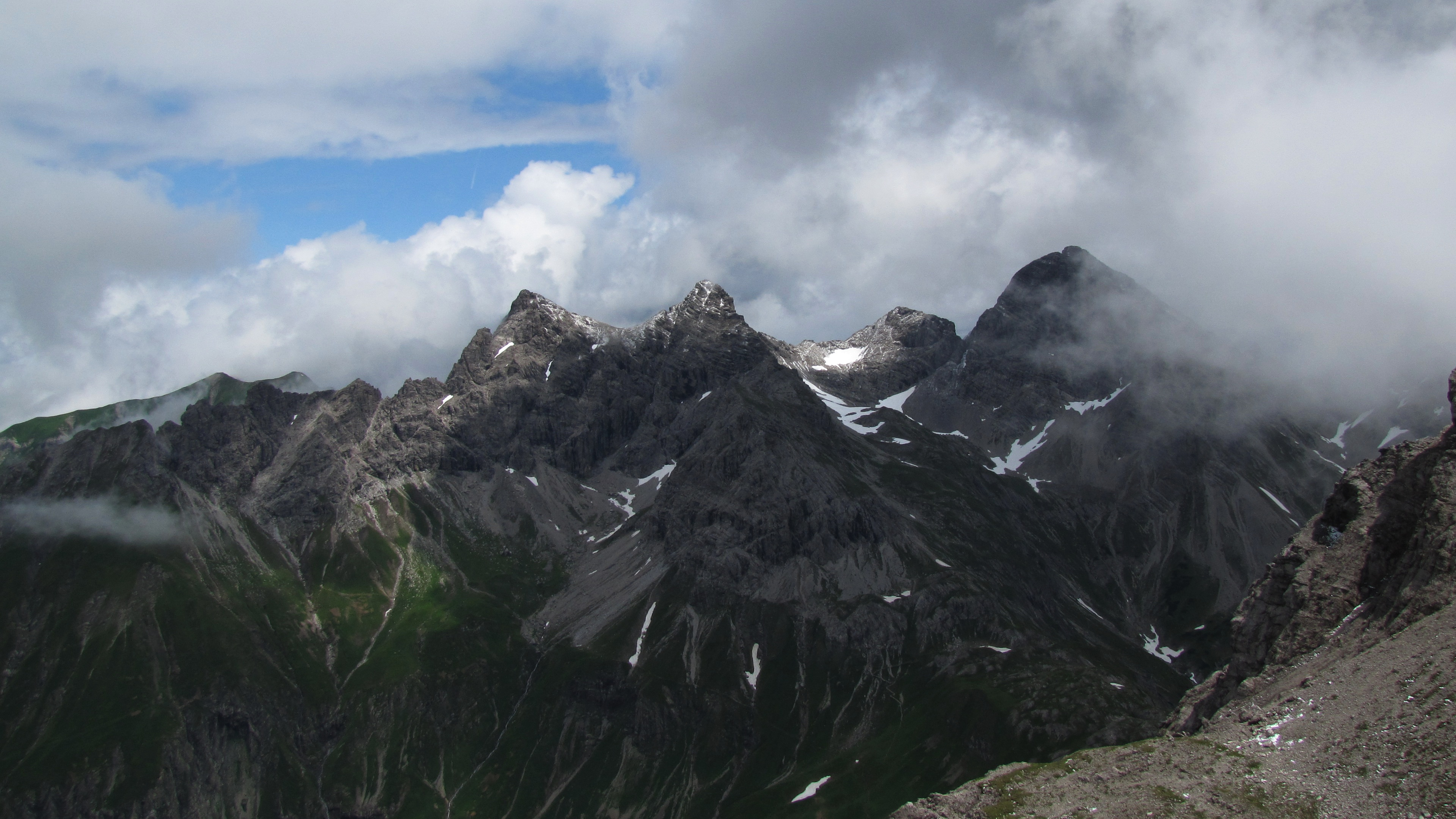
Westseite
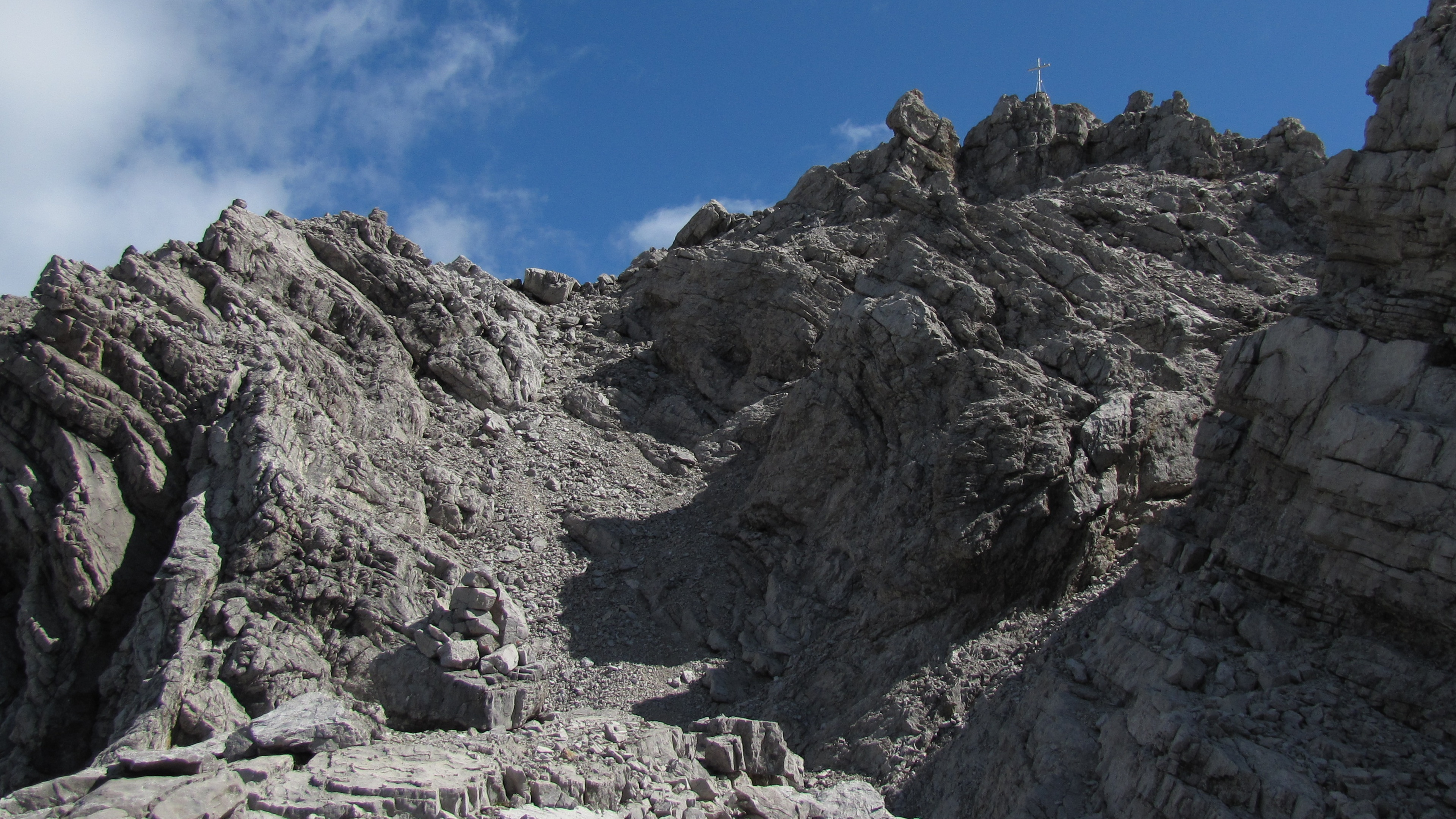
Gipfelaufbau
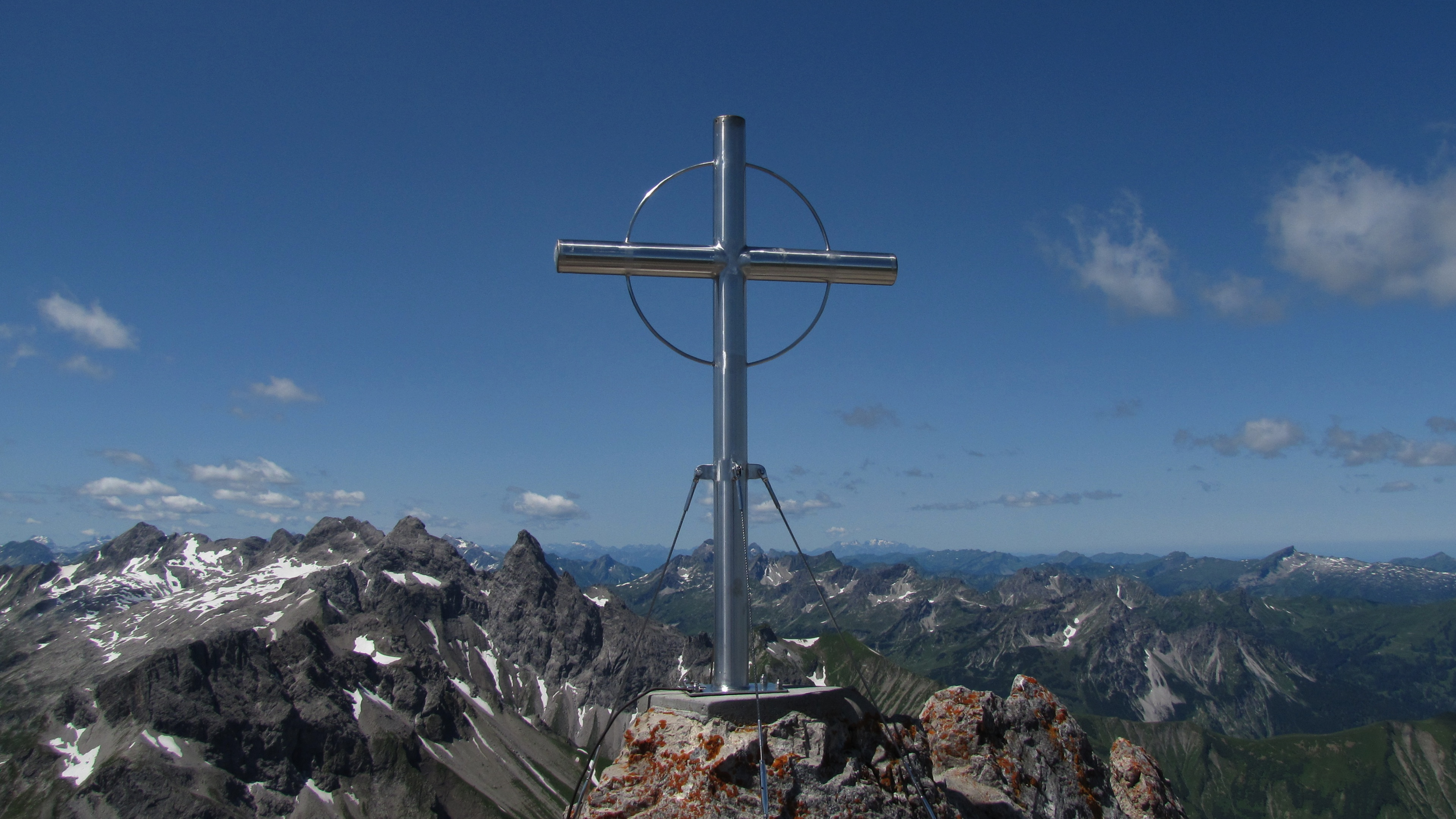
Gipfelkreuz